# Partizipatives Garantiesystem
Partizipative Garantiesysteme (PGS) sind Qualitätssicherungssysteme speziell für lokal definierte Märkte für Lebensmittel.
Anwendung finden PGS vor allem im ökologischen Landbau, wo sie eine Alternative und Ergänzung zu den herkömmlichen Drittparteienzertifizierungssystemen bilden. Sie sind insbesondere in Bezug auf lokale Märkte und kurze Zulieferketten von Bedeutung.

## Definition
Die  Internationale Vereinigung der ökologischen Landbaubewegungen beschreibt die PGS wie folgt: 

„Partizipative Garantiesysteme (PGS) sind lokal fokussierte Qualitätssicherungssysteme. Sie zertifizieren Produzenten auf Basis von aktiver Partizipation der Interessensvertreter und sind auf einem Fundament von Vertrauen, sozialen Netzwerken und Wissensaustausch gebaut.“

## Verbreitung
Erste PGS-Initiativen, wie die 1972 gegründete französische Organisation Nature & Progrès, entstanden bereits in den 1970er Jahren.  Weltweite Bedeutung und Verbreitung als alternative Zertifizierungsmethode erlangte PGS jedoch erst nach der Jahrtausendwende. Das globale Wachstum des ökologischen Landbaus und die fortschreitende Regulierung der Produktion durch Biostandards und Bioverordnungen erforderten alternative Zertifizierungsansätze, insbesondere für Kleinbauern und für Länder, in denen ökologischer Landbau sich erst zu entwickeln beginnt. 
Im Jahr 2012 bestehen PGS-Initiativen in etwa 20 Ländern, in vielen weiteren Ländern sind neue Initiativen im Aufbau begriffen. Vorreiter hierbei sind Lateinamerika und Süd- bzw. Südostasien. Dort sind bereits tausende Landwirte an PGS beteiligt, einige Regierungen berücksichtigen PGS in ihren Bioverordnungen als alternatives Garantiesystem. Die brasilianische Bioverordnung erkennt PGS kraft Gesetzes sogar als vollkommen gleichwertig zur Drittparteienzertifizierung an. Andere Länder wie Indien erlauben PGS für nationale Märkte, eine Anzahl von Ländern – insbesondere in Lateinamerika – autorisieren das alternative Garantiesystem im lokalen Kontext und in der Direktvermarktung.
Die EU, USA und Japan erkennen PGS zurzeit nicht an. Produkte können nur dann als „bio“ verkauft werden, wenn sie von einer neutralen dritten Partei zertifiziert sind.

## Kennzeichen
Partizipative Garantiesysteme sind dazu da, Vertrauen in landwirtschaftliche Produkte zu schaffen und zuverlässige Garantien über die biologische Qualität von Bioprodukten zu geben. Im Unterschied zu Drittparteienzertifizierungssystemen bauen PGS dabei auf der direkten Beteiligung von Produzenten, Konsumenten und anderen Interessenvertretern am Zertifizierungsprozess auf. Idealerweise sind Landwirte, Konsumenten, NGOs, Wissenschaftler und andere Akteure des Biosektors nicht nur an den Kontroll- und Zertifizierungsentscheidungen beteiligt, sondern auch in die Auswahl und Ausarbeitung der Standards und der Zertifizierungsprozeduren involviert.
| - Lokal basierte Organisation - Normen, die von allen Akteuren getragen werden - Dokumentierte Managementsysteme und -abläufe - Klare, vordefinierte Konsequenzen für Regelverstöße - Mechanismen zur Unterstützung der Bauern - Prinzipien und Werte zur Steigerung des Lebensstandards - Mechanismen zur Überprüfung der Einhaltung der Regeln - Kennzeichnung der Produkte - Eignung für Kleinbauern | - Geteilte Vision - Partizipation - Transparenz - Horizontalität - Lernprozess - Zusicherungen durch den Bauern - Vertrauen: Auf Integrität basierender Ansatz |

## Vorteile
PGS sind als Ergänzung zu anderen Zertifizierungsansätzen zu betrachten. Während herkömmliche Zertifizierungssysteme im internationalen und Mainstream-Handel zweckdienlich sind, eignen sich PGS insbesondere für kleinstrukturierte Landwirtschaft und lokale Märkte. Für viele Landwirte, insbesondere tausende Kleinbauern in den Entwicklungsländern, ist herkömmliche Zertifizierung schwer zugänglich. Hohe Zertifizierungskosten, schwer verständliche Standards und andere Hindernisse versperren ihnen den Zugang. Bei PGS fallen die Kosten anstatt in finanzieller Form überwiegend als freiwilliger zeitlicher Aufwand an. Die Beteiligung vieler Interessenvertreter führt zu einem intensiven Austausch von Wissen sowie zu einem Zuwachs an Kompetenz. Diese Verfahrensweisen machen PGS für viele Bauern leichter zugänglich. In Ländern, in denen offizielle Biozertifizierung nicht oder wenig zufriedenstellend etabliert ist, kann PGS die einzige Möglichkeit für Konsumenten darstellen, zu vertrauenswürdigen Bioprodukten zu kommen. In Ländern mit etablierten Strukturen, wie in Europa, kann PGS eine Möglichkeit darstellen, wieder engere Beziehungen zwischen den Produzenten und Konsumenten herzustellen. 